# Maîtresse Françoise
Maîtresse Françoise, pseudonyme d'Annick Foucault, est une dominatrice et écrivaine française.

## Biographie
Son enfance, dans le Sud de la France, est marquée par la perte de son père,. Autodidacte, ayant dû abandonner ses études en raison d'un accident, Annick Foucault gère d'abord une boutique de prêt-à-porter.

### Minitel
Annick Foucault s'intéresse ensuite au Minitel, qu'elle considère comme « un excellent moyen de communication, une sorte de no man's land où tout est permis », participant à divers forums. Elle monte un « forum de débat », consacré au sado-masochisme, avant de lancer en 1994 son propre « réseau minitel » spécialisé, sous le nom de Miss M. Marc Daum la qualifie à ce titre de « grande ordonnatrice de messagerie 3615 pour le compte d’un major de la télématique, la bonne tenue intellectuelle de ses forums lui [valant] la fidélité de lecteurs avertis ». Elle dirige en même temps une revue, La Scène, vendue à 3 000 exemplaires. En octobre 1996, elle apporte une « précieuse collaboration » à la journaliste Monique Ayoun pour un article consacré au Minitel dans Biba. 

### Écrivaine
En 1994, Annick Foucault, qui jouit déjà d'une forte notoriété dans les milieux spécialisés
, publie sous son véritable nom— chez Gallimard, souligne Anne-Élisabeth Moutet — un récit autobiographique (voir infra).
Ce récit est selon Jean Pache « étrange et prégnant ». Il s'agit de « son histoire, son enfance, la découverte de sa sexualité cérébrale, son expérience de dominatrice, dans un style aussi précis que vif et littéraire » selon Céline du Chéné. Le texte est préfacé par Pierre Bourgeade, qui le considère comme l'expression d'une « liberté inconsciente d'elle-même ». Jean-Jacques Pauvert le présente de son côté comme une « œuvre majeure de la littérature érotique de ces dix dernières années ».
Dans cette autobiographie, l'auteure se présente sous un double visage :  Françoise la dominatrice; Marianne qui a découvert son masochisme avec les « grands films de sévices » de son enfance en particulier ceux de pirates et leurs « femme[s] attachée[s] au mât d’un navire pour recevoir le fouet »
. Anne Larue de son côté souligne la constitution d'un lien entre deux facettes : « Françoise, c’est d’abord le nom d’une petite fille de douze ans [...] qui joue à la maîtresse ».
L'ouvrage introduit le sado-masochisme dans la littérature grand public, « sans censure, mais aussi sans complaisance pour le lecteur », en mettant en lumière les « cassures » qui y conduisent, sous un angle qui recueille l’assentiment de ses partenaires (le point de vue d'auteure-actrice Annick Foucault exposé par Jean-Pierre Dufreigne)
. Annick Foucault suggère qu'on reconnaisse aux partenaires une « certaine faiblesse » et commente : « Si cette faiblesse est théâtralisée, si elle est jouée, où est le problème ? Ils ressortent renforcés, troquent leurs chaînes pour un costume trois-pièces, et rentrent chez eux apaisés, fortifiés. »

Elle plaide de plus pour un abandon de certains préjugés
. Ses réflexions font écho à la pensée philosophique de Gilles Deleuze, auquel elle rend hommage
. Une manière qui témoigne d'une « réflexion perceptive et fascinante sur la présentation par Deleuze de La Vénus à la fourrure de Sacher-Masoch »
, selon Charles J. Stivale.
Selon Céline du Chéné, Maîtresse Françoise est « probablement la plus intellectuelle des dominatrices de la scène parisienne », possédant « toutes les éditions » de Leopold von Sacher-Masoch et « ayant entretenu une correspondance avec Gilles Deleuze »
, qui aurait marqué, selon Jean Pache, « à cette inattendue disciple amitié et considération ».
Après la publication de son récit, qui connaît un « grand succès en France » selon Giovanni Firmian[précision nécessaire], elle est invitée dans divers talk-shows français
,, 
et accorde des interviews à propos du sado-masochisme
,.
À l'occasion de la sortie d'une traduction de son livre en Italie, Giovanni Firmian décrit son auteure comme « la reine des dominatrices et des pratiques sado-masochistes, la plus célèbre de France, mais connue aussi dans le reste de l'Europe et aux États-Unis, ». Mirella Serri dans La Stampa l'estime comme « une artiste appartenant à une espèce rare : les mystiques du sexe ».

## Œuvres

### Récit
- Annick Foucault (préf. Pierre Bourgeade), Françoise maîtresse : récit, Paris, Mercure de France (ISBN 2070738345 et 9782070738342) (OCLC 463806292), éditions Gallimard (OCLC 34986025) (BNF 35697221), 188 p., coll. « Digraphe », 1994, réimpr. 2000 c/o La Musardine, 216 p., in coll. « Lectures amoureuses de Jean-Jacques Pauvert » (ISSN 1275-1065) sous le titre « Françoise maîtresse » (ISBN 2842711416 et 9782842711412) (OCLC 468164817) (BNF 37113241) [présentation en ligne] Ouvrage partiellement réédité en 2016 en version Kindle — sous le titre Françoise Maîtresse 2 — avec deux cents pages inédites assorties d'une préface de Jean Streff et d'une postface de Philippe Guénin (BNF 45051874).

### Articles dans la revueDigraphe
- « Élodie en sous-sol », Digraphe, no 65,‎ septembre 1993 (résumé).
- « Magnum le Chien », Digraphe, Gallimard « Qui est là ? », no 66,‎ décembre 1993 (résumé).
- « Les femmes pornocrates », Digraphe, no 70,‎ septembre 1994 (résumé).
- « Laissez-nous », Digraphe, no 79,‎ hiver 1997.

### Performance
- Les Bruits d'Avila, Sorbonne, texte de Philippe Guénin[27], mise en scène par Monique Kissel.